# كنيسة مارجرجس القبطية الأرثوذكسية (فيلادلفيا)
كنيسة مارجرجس القبطية الأرثوذكسية هي واحدة من أقدم الكنائس القبطية الأرثوذكسية التي تأسست في أمريكا الشمالية. وهي واحدة من أكثر من 200 كنيسة قبطية أرثوذكسية في الولايات المتحدة. تنتمي الكنيسة إلى أبرشية بنسلفانيا وماريلاند وديلاوير ووست فيرجينيا.  

## تاريخ
كنيسة مارجرجس القبطية الأرثوذكسية هي أول كنيسة قبطية أرثوذكسية تأسست في ولاية بنسلفانيا خلال عام 1969، وأسست في مايو 1973 وكانت تضم 30 عائلة في ذلك الوقت. خدم العديد من الكهنة الأقباط الأرثوذكس المصلين في كنائس الطوائف الأخرى حتى عام 1980، عندما اشترى مبنى كونشوهوكين. كلف البابا شنودة الثالث الأب صموئيل ثابت صموئيل ليرعي تلك الكنيسة في سبتمبر 1983، وغادر الأب صموئيل وزوجته وطفلاه مصر وانتقلوا إلى روكسبورو.
اشتري شعب الكنيسة فيما بعد المبنى الحالي في نوريستاون، بنسلفانيا.
بنيت الكنيسة عام 1863 باستخدام الهندسة المعمارية اليونانية. كانت في الأصل كنيسة الثالوث الإنجيلية اللوثرية. من أجل أن يتناسب المبنى بالطقوس القبطية الأرثوذكسية، عدل التصميم الداخلي، ومع ذلك احتفظت الكنيسة بأسلوبها المعماري للشكل الخارجي. كرس المبنى في أكتوبر 1994 من قبل البابا شنودة الثالث.
كان للكنيسة أكثر من كاهن في تاريخها. الاب أنجيلوس حبيب بغدادي خدم الكنيسة في سنواتها الأولى، بالإضافة إلى العديد من الكنائس القبطية الأخرى في جميع أنحاء الولايات، بما في ذلك كنيسة القديسة مريم القبطية الأرثوذكسية في أمبريدج، بنسلفانيا. الاب حبيب بغدادي هو كاهن كنيسة مارجرجس الحالي في تامبا بولاية فلوريدا.

### سنوات التكوين
خلال السنوات الأولي للكنيسة في الثمانينيات، خدم الأب صموئيل ثابت صموئيل كاهن الكنيسة. حتى عام 1990. الي ان استدعاه البابا شنودة الثالث لخدمة كنيسة القديس مرقس القبطية الأرثوذكسية في شيكاغو، إلينوي ، ليصبح كبير الكهنة في عام 1991 أرسل البابا شنودة الأب رافائيل يوسف ليصير كاهن الكنيسة. تخدم الكنيسة أكثر من 300 عائلة قبطية.

## روابط خارجية
- الموقع الرسمي للكنيسة
- أبرشية الأقباط الأرثوذكس في نيويورك ونيو إنجلاند
- أبرشية الأقباط الأرثوذكس بأمريكا الشمالية
- أبرشية الأقباط الأرثوذكس بلوس أنجلوس
- أبرشية الأقباط الأرثوذكس بجنوب الولايات المتحدة